# Adosinda

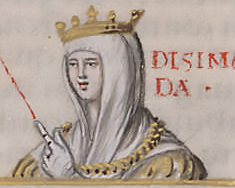
Adosinda

Adosinda (* im 8. Jahrhundert) war eine Tochter des Königs Alfons I. sowie Ermesindas und die Gattin von König Silo, der in der Zeit von 757 bis 768 Asturien regierte.
Adosindas Ehe mit Silo blieb kinderlos. Nach König Silos Tod versuchte Adosinda vergeblich, ihren Neffen, den späteren König Alfons II., auf den Thron zu setzen. Im November 785 trat sie in Pravia – der Hauptstadt Asturiens unter König Silo – in ein von Silo gegründetes Kloster ein.